# Kamphaeng Phet
Pour la province de Thaïlande, voir Province de Kamphaeng Phet.

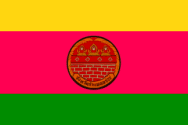
Drapeau de la Province de Kamphaeng Phet

Kamphaeng Phet est une ville de la région Nord de la Thaïlande, capitale de la province de Kamphaeng Phet. Elle est située sur la Ping, un tributaire de la Chao Phraya. La population était de 30 114 habitants en 2005.